# Panurge
Panurge è un'opera (denominata Haulte farce musicale) in tre atti di Jules Massenet su un libretto francese di Georges Spitzmuller e Maurice Boukay, ispirato a Pantagruel di Rabelais. Fu eseguita per la prima volta al Théâtre de la Gaîté di Parigi il 25 aprile 1913, quasi un anno dopo la morte di Massenet, una delle tre opere del compositore ad aver debuttato postuma, le altre erano Cléopâtre (1914) e Amadis (1922).

## Storia delle esecuzioni
È una delle opere meno conosciute di Massenet, ma è stata riproposta al Festival di Massenet a Saint-Étienne nel 1994 sotto la direzione di Patrick Fournillier. Harding cita una reazione di Alfred Bruneau che dichiarò che il libretto non era adatto al temperamento del compositore e richiedeva la musica non di uno Massenet, ma di uno Chabrier.

## Ruoli
| Ruolo                                                                       | Registro voce | Cast della prima, 25 aprile 1913 (Direttore: A. Amalou) |
| --------------------------------------------------------------------------- | ------------- | ------------------------------------------------------- |
| Pantagruel                                                                  | tenore        | Giovanni Martinelli                                     |
| Panurge                                                                     | baritono      | Vanni Marcoux                                           |
| Ribaude, Thélémita                                                          | soprano       | Zina Brozia                                             |
| Fratello Jean des Entommeurs, abate di Thélème                              | baritono      | Dinh Gilly                                              |
| Colombe, moglie di Panurge                                                  | contralto     | Lucy Arbell                                             |
| Regina Baguenaude dei Lanternois                                            | soprano       | Maïna Doria                                             |
| Angoulevent, "prince des sotz"                                              | baritono      | Éric Audoin                                             |
| Alcofibras, taverniere                                                      | baritono      | Walter Alberti                                          |
| Gringoire "mère sotte"                                                      | tenore        | Raveau                                                  |
| Brid'oye, giurista                                                          | tenore        | Delgal                                                  |
| Rondilibis, dottore                                                         | tenore        | Godet                                                   |
| Trouillogan, filosofo                                                       | baritono      | Lacombe                                                 |
| Raminagrobis, poeta                                                         | baritono      | Joseph Royer                                            |
| Gymnaste, possidente di Pantagruel                                          | baritono      | Henri Marchand                                          |
| Malcorne, scudiero di Pantagruel                                            | baritono      | Garrus                                                  |
| Carpalin, scudiero di Pantagruel                                            | baritono      | Desrais                                                 |
| Épistémon, scudiero di Pantagruel                                           | baritono      | Lokner                                                  |
| Un araldo                                                                   | baritono      | Bréfel                                                  |
| Un borghese                                                                 | baritono      | Guillot                                                 |
| Dindenault, mercante di pecore                                              | parlato       | L. Muratet                                              |
| Coro: popolo di Parigi, borghesi, thelemiti, mercanti, soldati, Lanternois. |               |                                                         |

## Trama

### Atto 1
Una folla di cittadini si è radunata fuori dalla taverna di Alcofibras, l'Hostellerie du Coq à l'Asne a Les Halles il Mardi Gras. Pantagruel e i suoi scudieri ordinano il vino. Panurge è entrato e Pantagruel fa cenno al nuovo arrivato affamato di unirsi al suo gruppo. Panurge si rivolge al suo ospite in italiano, tedesco e infine francese. Afferma di aver perso sua moglie, Colombe, quella stessa mattina e non sa decidere se ridere o piangere. Gli altri lo incoraggiano ad affogare i suoi dolori nel vino. Una volta entrati tutti nella taverna, Colombe stessa arriva e sente la voce di suo marito; spiega che ha finto la morte per sfuggire al suo cattivo comportamento da ubriaco. Lo invita a uscire e si presenta a lui, ma lui dice che non la riconosce. Infuriata Colombe viene trattenuta dagli scudieri di Pantagruel, mentre Panurge scappa con Pantagruel in un monastero dove può nascondersi dalla moglie.

### Atto 2
All'alba nel cortile principale dell'Abbaye de Thélème, Thelemiti e Ribaude salutano la mattina. Quando la folla se ne è andata, entra Panurge, soddisfatto di un rifugio così congeniale e avanza verso Ribaude. Pantagruel arriva con i suoi seguaci e Jean lo accoglie come un vecchio amico, descrivendo i costumi del monastero, dove non c'è Quaresima e i monaci pregano Bacco e le monache  Venere.

Ora entra anche Colomba, dopo aver seguito suo marito nell'abbazia, e incontra Ribaude che le fa sapere che Panurge la stava corteggiando poco prima.

Un grande pranzo viene preparato nel cortile dai domestici; invece di dire grazie, Pantagruel elogia solo il vino. Panurge si chiede se dovrebbe risposarsi perché non riesce a ricordare la sua ex moglie, e chiede consiglio al filosofo Brid'oye, al poeta Raminagrobis e al medico Rondibilis.

Quando Ribaude rientra, Panurge tenta di flirtare di nuovo con lei, ma viene respinto da Ribaude che sa che è sposato. Colomba siede al tavolo di Pantagruel e, travestita da monaco, confessa a Panurge tutte le sue trasgressioni. Panurge non può contenere la sua gelosia e le dice che conosce il marito, che è fuggito all'Ile des Lanternes. Colombe dice che lo inseguirà e se ne va, mentre con furia Panurge rompe tutto quello che è sui tavoli.

### Atto 3
Colomba, vestita da sacerdotessa e oracolo di Bacco, racconta alla regina dei Lanternois come le manca suo marito. Arriva Panurge, in cerca di sua moglie; la Regina Baguenaude lo invita a riposare un po' e consultare l'oracolo di Bacco. Colomba si prepara ad assumere la parte della Sibilla, mentre Panurge si offre di sacrificare un agnello. Rifiuta il prezzo che viene richiesto e lancia l'agnello in mare, dopodiché il pastore e la gente del posto si tuffano per salvarlo.

La Sibilla ora entra e risponde alle domande di Panurge, dicendo che troverà sua moglie quando berrà di meno e smetterà di picchiarla. Poi Jean, Pantagruel e i seguaci arrivano in barca. Colomba, dopo essersi tolta la maschera, si unisce a suo marito e chiede del vino; la regina ricorda a Panurge il suo giuramento. Tutti alzano le coppe gioendo mentre cala il sipario.